# Conn-Selmer, Inc.

Logo

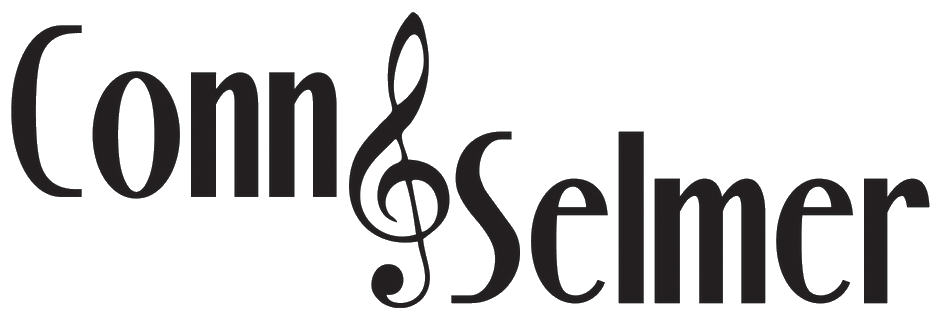
Historisches Logo

Conn-Selmer, Inc. ist eine Tochtergruppe des amerikanischen Konzerns Steinway Musical Instruments, die im Wesentlichen Blasinstrumente und Zubehör produziert. Ihr Hauptsitz befindet sich in Elkhart im US-Bundesstaat Indiana. Sie ging  nach zahlreichen Irrungen und Wirrungen und einer Vielzahl freundlicher und feindlicher Übernahmen 2002 aus der Verschmelzung von C.G. Conn und der Selmer Company hervor.
Conn-Selmer, Inc. besitzt die Namensrechte (und vielfach auch die Produktionsstätten) praktisch aller ehemals traditioneller  amerikanischer Hersteller von Blech- und Holzblasinstrumenten bis auf Getzen und Blessing.